# Тобира, Кристиан
Кристиа́н Тобира́ (фр. Christiane Taubira), или Кристиан Тобира́-Деланно́н (фр. Christiane Taubira-Delannon; родилась 2 февраля 1952 года, Кайенна, Французская Гвиана) — французский экономист и политик, министр юстиции в I и II правительствах Жана-Марка Эро, кандидат от радикальной левой партии на президентских выборах 2002 года, с 1993 по 2012 год была депутатом Национального собрания Франции от Французской Гвианы.
В 2001 году был принят закон, названный её именем. «Закон Тобира» — мемориальный закон, которым преступлениями против человечности были признаны работорговля и рабство, практиковавшееся торговцами людьми с XV по XIX век среди некоторых групп населения. В 2013 году, будучи министром юстиции, высказалась в поддержку закона об однополых браках во Франции.

## Биография
Кристиан Тобира родилась в Кайенне, Французская Гвиана, 2 февраля 1952 года в бедной семье. Её мать, помощница медсестры, одна растила пятерых детей. Кристиан Тобира сама разведена и является матерью четверых детей.
Окончила экономический факультет Университета Пантеон-Ассас, изучала социологию и этнологию в Сорбонне и Университете Пьера и Марии Кюри, сельское хозяйство в высших школах Парижа и Бордо, с 1978 года является профессором экономики. Соучредила представительство Сельскохозяйственной ассоциации Карикооп (Карибская конфедерация сельскохозяйственных кооперативов) в Гвиане, где с 1982 по 1985 год служила исполнительным директором. С 1990 года является членом Бюро кооперации и внешней торговли Гвианы — агентства Регионального совета Французской Гвианы.
Начала политическую карьеру в качестве активного сторонника независимости Гвианы до прихода левых к власти в 1981 году. В 1993 году основала и возглавила партию Вальвари (фр. Walwari), ответвление Радикальной левой партии. В том же году была избрана депутатом в Национальное собрание Франции от Гвианы как независимый кандидат. В 1994 году была избрана в Европарламент. В апреле того же года была наблюдателем на первых многорасовых выборах в ЮАР. В июне 1997 года снова от Гвианы была переизбрана в Национальное собрание. Вступила в Социалистическую партию Франции, членом которой являлась до ноября 2001 года.
По её инициативе 10 мая 2001 года был принят «Закон Тобира» — № 2001—434, которым преступлениями против человечности признавались работорговля и трансатлантическое рабство.
В 2002 году она была кандидатом от Радикальной левой партии на президентских выборах с кампанией под лозунгом «Равные возможности». Получила 2,32 % голосов в первом туре. Вновь была избрана депутатом Национального собрания Франции от Французской Гвианы в 2002 и 2007 годах.
В 2004 году за незаконное увольнение и оскорбление бывшего парламентского помощника Кристиан Тобира была приговорена Парижским судом к штрафу в 5300 евро.
В апреле 2008 года была назначена президентом Николя Саркози в комиссию по экономическому партнерству между ЕС и АКТ. Её отчёт, озвученный спустя два месяца, содержал резкую критику действий комиссии и давал смелые рекомендации по улучшению её работы.
После победы Франсуа Олланда на президентских выборах 2012 года Кристиан Тобира была назначена министром юстиции. Её проекты реформ пенитенциарной системы, ювенальной юстиции и поддержка закона об однополых браках, так называемого «брака для всех», обрушили на министра шквал критики со стороны оппозиции. Она также является последовательной сторонницей автономии Французской Гвианы.
Член либеральной масонской Великой женской ложи Франции.
27 января 2016 года министр юстиции Франции Кристиана Тобира подала в отставку в связи с разногласиями по поводу запланированных изменений в конституцию страны. Тобира неоднократно высказывалась против правительственных планов по лишению гражданства осуждённых за терроризм французов в том случае, если они также являются гражданами другого государства. С таким предложением выступил французский президент после парижских терактов 13 ноября 2015 года.

## Карьера
- Депутат Национального собрания Франции от Гвианы с 2 апреля 1993 по 17 июня 2012 года.
- Депутат Европейского парламента с 19 июля 1994 по 19 июля 1999 года.
- Депутат Регионального совета Гвианы с 22 марта 2010 по 13 декабря 2015 года.
- Министр юстиции Франции с 16 мая 2012 по 27 января 2016 года.

## Сочинения
- «Рассказы о рабстве для моей дочери» (фр. L'Esclavage raconté à ma fille, 2001).
- «Кодексы для чернокожих во время отмены рабства (Введение)» (фр. Codes noirs de l'esclavage aux abolitions (Introduction), 2006).
- «Свидание с Республикой» (фр. Rendez-vous avec la République, 2007).
- «Равенство для избранных: политическое лицо колониальной истории и памяти» (фр. Égalité pour les exclus : le politique face à l'histoire et à la mémoire coloniales, 2009).
- «Мои метеоры. Политические баталии в долгосрочной перспективе» (фр. Mes météores: Combats politiques au long cours, 2012).